# 世界ボクシング協会オセアニア
世界ボクシング協会オセアニア（せかいぼくしんぐきょうかいおせあにあ、英: World Boxing Association Oceania, WBAO）は、オセアニア地域を統括するプロボクシング団体。本部はニュージーランドオークランド
にある。現会長は創立者のフランシスコ・マルチネス。2015年に設立した世界ボクシング協会（WBA）傘下の組織で国及び地域で11団体が加盟している。日本語の記事上では「WBAオセアニア」と表記されることが多い。

## 日本との関係
WBAOはWBA傘下の組織であるが、日本ボクシングコミッション（JBC）はWBA傘下のアジア地域団体のアジアボクシング協会（WBAA）同様に加盟していない。
かつてWBAのアジア・オセアニア地域の統括団体としてパンアジアボクシング協会（PABA）が存在したが、2014年1月には創設以降代表を務めていたアラン金が別団体を創設し離脱、その後残った人員で運営していたが2016年10月に新団体を創設しその傘下となり、WBAの地域統括団体が存在しないような状態となった。改めてWBAアジア及びWBAオセアニアの2団体が地域統括団体となった。
WBAO王座戦に出る日本人もおり、高橋竜平、ハリケーン風太らが挑戦し、ライト級でハリケーン風太が暫定王座を獲得している。WBAオセアニアライト級王者ブランドン・オギルビエ（オーストラリア）が後楽園ホールで加藤善孝と試合した際は、10R契約でベルトはかけられていなかった。

## 加盟コミッション
| - オーストラリア - ニュージーランド - フィジー - バヌアツ - ニューカレドニア - パプアニューギニア | - サモア - アメリカ領サモア - トンガ - グアム - フランス領ポリネシア |  |